# Silas Cheever Mason
Silas Cheever Mason ( 1857 - 1935) fue un botánico, silvicultor, y horticultor estadounidense. Realizó extensas expediciones botánicas por el norte de África. Como dasónomo viajó a Europa para estudiar y observar la silvicultura en Francia, Suiza, Alemania y Prusia.

## Algunas publicaciones
- 2012. Drought Resistance of the Olive in the Southwestern States... Reimpreso por Nabu Press, 84 pp. ISBN 1279420863

- 1927. Date culture in Egypt and the Sudan. Department bull. 1457. Editor U.S. Dept. of Agr. 72 pp.

- 1925. Date Culture in Sudan. Editor McCorquodale & Co. 79 pp.

- 1925. The minimum temperature for growth of the date palm and the ... 68 pp.

- 1925. Partial Thermostasy of the Growth Center of the Date Palm. 39 pp.

- 1923. The Saidy Date of Egypt: A Variety of the First Rank Adapted to Commercial Culture in the United States. Bull. 1125 U.S.D.A. 36 pp.

- 1915. Botanical characters of the leaves of the date palm used in distinguishing cultivated varieties. Bull. 223 U.S.D.A. 28 pp. Reimpreso por Nabu Press, 2011 32 pp. ISBN 1247981940

- 1911. Drought Resistance of the Olive in Southwestern States. Editor U.S. Gov. Print. Off. 60 pp.

- 1897. Vegetable growing. Bull. 70 Kansas Agr. Exp. Sta. Con William Logan Hall. Editor Exp. Sta. Kansas State Agr. Coll. 28 pp.

- 1897. Grafting the apple. Vols. 57-75. Bull. 65 Kansas Agr. Exp. Sta. Con Issac Jones. Editor Exp. Sta. Kansas Sta. Agr. Coll. 18 pp.

- 1895. Small fruits by irrigation. Bull. 55 Kansas Agr. Exp. Sta. Con Fred Coleman Sears. Editor Exp. Sta. Kansas State Agr. Coll. 148 pp.

- 1894. Further study of native grapes. Bull. 44 Kansas Agr. Exp. Sta. Con Edwin Alonzo Popenoe. Editor Exp. Sta. Kansas State Agr. Coll. 13 pp. Reimpreso por Nabu Press, 2012 26 pp. ISBN 1286280699

- 1893. Experiments in potato culture. Vols. 33-56. Bull. 37 Kansas Agr. Exp. Sta. Con Edwin Alonzo Popenoe, Fred A. Marlatt. Editor Exp. Sta. Kansas Sta. Agr. Coll. 10 pp.

- 1892. Second report on the experimental vineyard. Bull. 28 Kansas Agr. Exp. Sta. Con Edwin Alonzo Popenoe. Editor Exp. Sta. Kansas State Agr. Coll. 10 pp.

- 1892. A comparison of varieties of the strawberry. Bull. 26 Kansas Agr. Exp. Sta. Con Edwin Alonzo Popenoe. Editor Exp. Sta. Kansas Sta. Agr. Coll. 12 pp.

- 1891. Winter protection of peach trees, and notes on grapes. Bull. 14 Kansas Agr. Exp. Sta. Con Edwin Alonzo Popenoe, Fred A. Marlatt. Editor Exp. Sta. Kansas Sta. Agr. Coll. 92 pp.

- 1890. Notes on conifers for Kansas planters. Vols. 1-32. Bull. 10 Kansas Agr. Exp. Sta. Con Edwin Alonzo Popenoe, Fred A. Marlatt. Editor Exp. Sta. Kansas Sta. Agr. Coll. 14 pp. Reimpreso por Kessinger Publ. 2010 20 pp. ISBN 1166898490

- La abreviatura «S.C.Mason» se emplea para indicar a Silas Cheever Mason como autoridad en la descripción y clasificación científica de los vegetales.[1]